# Constantin Mandicevschi
Constantin Mandicevschi (deutsch Konstantin Mandyczewski, ukrainisch Костянтин Васильович Мандичевський Kostjantyn Wassyljowytsch Mandytschewskyj; * 24. Mai 1859, Băhrinești, Bukowina, Österreich-Ungarn; † 14. Dezember 1933, Czernowitz, Königreich Rumänien) war ein österreichischer Dichter, Lehrer und Bibliothekar rumänischer Herkunft.

## Leben und Werk
Mandicevschi war Sohn des orthodoxen Priesters Vasile Mandicevschi und der Lehrerin Veronica Popovici. Er absolvierte das Obergymnasium in Czernowitz und studierte nach dem Abitur an den Universitäten Czernowitz und Wien. 1884 bis 1893 unterrichtete er am Gymnasium in Suceava. Nach seiner Rückkehr nach Czernowitz war er 1893 bis 1918 Direktor der Griechisch-Orientalischen Oberrealschule. 1904 komponierte er im Zusammenhang mit den Jubiläumsveranstaltungen anlässlich des 400. Todestages von Stefan dem Großen, basierend auf folkloristischen musikalischen Stoffen, den Text des patriotischen Liedes „Der Kuckuck singt in der Bukowina“ (rumänisch Cântă cucu-n Bucovina).
Nach der Übernahme der Bukowina durch Rumänien wurde Mandicevschi zum Inspektor und dann zum Generaldirektor der Schulen der Region ernannt. 1922 bis 1930 war er Direktor der Universitätsbibliothek in Czernowitz. 1924 erfolgte seine Ernennung zum Vizepräsidenten des neu gegründeten Verbandes der Bibliothekare Rumäniens. Mandicevschi verfasste Beiträge über Fragen des Bibliothekswesens der Bukowina sowie eine Arbeit über geographische Einflüsse auf die kulturelle Entwicklung im Bereich des alten Orients (1885). Zudem organisierte er 1920 eine Kunstausstellung zeitgenössischer rumänischer Kunst in Czernowitz. In seinen letzten Lebensjahren studierte er das musikalische Erbe seines Bruders Eusebius Mandyczewski, erstellte eine Bibliographie seiner Werke und eine biographische Skizze.
Mandicevschi war mit Claudine von Brzorád verheiratet. Mandicevschis Geschwister waren der Musikwissenschaftler Eusebius Mandyczewski, der Anwalt Erast Mandicevschi, Maria Mandicevschi, Ecaterina Mandicevschi sowie der Komponist und Chorleiter Gheorge Mandicevschi.